# الأدب الفينيقي البونيقي
الأدب الفينيقي البونيقي هو الأدب المكتوب باللغة الفينيقية، وهي لغة حضارة فينيقيا القديمة، أو باللغة البونيقية التي تطورت من الفينيقية واستُخدمت في قرطاجة القديمة. تحيط به هالة من الغموض بسبب قلة البقايا المحفوظة. لم يبق إلا سلسلة من النقوش، قلة منها ذات طبيعة أدبية بحتة (كالقصص التاريخية والقصائد وغير ذلك)، وعملات معدنية وأجزاء من تاريخ سانشونياثون ومعاهدة ماغون، والترجمة اليونانية لرحلة حانون القرطاجي وبوينولوس وبلاوتوس.
لكن من الحقائق المثبتة أن كلًا من فينيقيا وقرطاجة تمتعت بمكتبات شاملة وأن الفينيقيين كانوا أصحاب نتاج أدبي غني ورثوه عن ماضيهم الكنعاني، والذي كانت أعمال فيلون الجبيلي وميناندر الإفسوسي جزءًا صغيرًا فقط منه.

## تاريخه ومصادره
يشير المؤرخ اليهودي يوسيفوس فلافيوس إلى السجلات الفينيقية أو الصوُريّة التي يزعم أنه استعان بها في كتابة أعماله التاريخية. ذكر هيرودوت أيضًا وجود كتب من جبيل وتاريخ لصور محفوظة في معبد هرقل ملقرت بصور. علاوة على ذلك، من الممكن العثور على بعض بقايا التأثير الذي مارسته كتابات أوغاريتية معينة على بعض الكتب المقدسة، مثل سفر التكوين أو سفر راعوث، والتي تضم آثار مؤلفات شعرية ذات موضوعات دينية أو سياسية لها طابع دعائي أو فلسفي ملحوظ.
يشير روفيوس فيستوس أفينيوس أيضًا إلى سجلات بونيقية قديمة استمد منها مرويّاته عن رحلة هملكون. تذكر المصادر اليونانية الرومانية عددًا من الكتب البونيقية التي نجت من نهب قرطاجة وحرقها على يد جحافل شيبيون الإفريقي في ربيع عام 146 ق.م. في كتابه التاريخ الطبيعي، يشير بلينيوس الأكبر إلى أن العديد من هذه الكتب سُلمت للحكام النوميديين بعد سقوط قرطاجة، وأن مجلس الشيوخ الروماني أمر بترجمتها إلى اللاتينية، وبخاصة أعمال ماجون في الزراعة، وإنشاء لجنة بقيادة ديسيميوس جونيوس بيسون.
وفقًا للموسوعة البيزنطية سودا، كان ثمة مؤرخ في العصور القديمة يُعرف باسم خارون القرطاجي كتب مجموعة من الكتب: حياة رجال بارزين، حياة نساء بارزات، والطغاة.
عدّ أوغسطينوس (الذي عاش بين القرنين الثالث والرابع الميلادي) البونيقية إحدى لغات «الحكمة» الرئيسة، إلى جانب العبرية واللاتينية واليونانية، وكتب عن الأدب البونيقي:
(إذا ما رفضتَ هذه اللغة، فقد رفضت ما اعترف به الكثير من العلماء، ذلك أن أشياء كثيرة حُفظت من النسيان بفضل الكتب المكتوبة بالبونيقية).
في رأي أوغسطينوس، لم يكن هذا الأدب قديمًا وحسب، بل معاصرًا كذلك. ذكر كتاب الألفباء وسفر المزامير المؤلفين بالبونيقية وأن كلًا من الكاثوليكيين الدوناتيين وبالبونيقيين الجدد كتبوا «كتبًا صغيرة بالبونيقية» تضم «شهادات من النصوص المقدسة». يُعتقد أن جزءًا مهمًا من الكتاب المقدس قد تُرجم إلى البونيقية الجديدة.

## موضوعاته

### المعاهدات الزراعية
هذا المجال من أكثر المجالات التي تتوفر معلومات عنها، نظرًا إلى أنه من المعروف أن مجلس الشيوخ الروماني، بعد نهاية الحرب البونيقية الثالثة، قرر ترجمة معاهدة موسوعية عن علم الزراعة كتبها ماغون -والذي عدّه كولوميلا والد علم الزراعة- إلى اللاتينية. ضمت هذه المعاهدة 28 كتابًا حُفظ منها 66 جزءًا. تضمن موضوعات مثل زراعة العنب والطبوغرافيا والطب البيطري وتربية النحل، والفاكهة وتقليم الأشجار، بالإضافة إلى توصيات تدافع عن فكرة أن الأملاك يجب ألا تكون أكبر من اللازم وأن المالك يجب ألا يغيب.
ربما لم يكن ماغون القرطاجي الوحيد المهتم بهذه المواضيع، إذ يشير كولوميلا بوضوح إلى وجود العديد من الكتاب الآخرين الذين ركزوا على هذا الموضوع. لكنه رغم ذلك لا يوضح هويتهم المحتملة أو عمق أعمالهم، باستثناء شخص اسمه أميلكار.

### الكتابات الفلسفية
يُرجح أن تكون الأعمال الفلسفية قد كُتبت على الرغم من قلة الأدلة، نظرًا إلى أنه من المعروف أن قرطاجة، كما قادس، كان فيها مدارس أفلاطونية وفيثاغورية، وهي تيارات يبدو أنها كانت مقبولة على نطاق واسع في العالم الفينييقي الاستعماري. لا نعرف إلا أعمال موديراتوس من المدرسة القادسية، والذي كتب باليونانية. ثمة معاهدة في الفلسفة تُنسب إلى سانشونياثون، ولا يوجد سجل لها باستثناء مجرد ذكر عابر.

### الكتابات الدينية
تشكل أجزاء عمل سانشونياثون التي حُوفظ عليها النص الديني الأشمل عن الأساطير الفينيقية المعروفة حتى اليوم. هو نوع من الثيوغونيا التي تضم مقاطع عن علم نشأة الكون والحكايات البطولية وحياة الآلهة واستخدام الطقوس التي تضم ثعابين. ثمة تنويه أيضًا كتبه بلوطرخس فيما يخص سلسلة من اللفائف المقدسة التي أُنقذت من قرطاجة وخبئت تحت الأرض، على الرغم من أن صحة هذه المعلومات غير مؤكدة. وعلى العكس، يُعرف أن الأدب الديني الفينيقي كان ذو تأثير عميق على قصة أيوب التوراتية.

### المعاهدات التاريخية
في تواريخ بوليبيوس، يشير بوضوح إلى المؤرخين القرطاجيين، ويدعي سالوست أنه استشهد بالكتب البونيقية الخاصة بالملك النوميدي هيمبسال. تُرجم كتاب سانشونياثون، الذي يُعد أشمل عمل كُتب بالبونيقية، إلى اليونانية في القرن الثاني ق.م، على الرغم من أن جزءًا طويلًا واحدًا فقط ظل موجودًا، والذي يغطي موضوعات دينية بصورة رئيسة. لكن رغم ذلك، شُكك بأصالة النصوص المنسوبة لسانشونياثون عدة مرات من دون الوصول إلى إجماع واضح.
ثمة إشارات كثيرة في الأدب اليوناني -حتى ما بعد القرن الثالث ق.م- إلى كتاب نشأة الكون لموخوس الصيدوني في القرن الرابع عشر ق.م. أُشير أيضًا إلى وجود محتمل لسير ذاتية لحنبعل. وفقًا لبوليبيوس وتيتوس ليفيوس، فقد سجل حنبعل مثل هذه الأفعال باللغتين الفينيقية واليونانية في عام 205 ق.م في معبد هيرا بلاسينيا، ومن المحتمل أنه كان ببساطة يواصل تقليدًا قديمًا اعتاد من خلاله الجنرالات القرطاجيون تدوين أفعالهم البطولية ومنحها للمعبد للحفاظ عليها. من الأمثلة الأخرى على هذا النوع من الأدب نقش حول الاستيلاء على جرجنت في 406 ق.م، والذي حوفظ على جزء صغير من نص منه يفترض أنه كان أكبر.